# 玫瑰石蒜
玫瑰石蒜（学名：Lycoris rosea）为石蒜科石蒜属的植物，为中国的特有植物。分布在中国大陆的浙江、江苏等地，常生长在阴湿山坡以及石缝中，非人工引种栽培。